# Parrot (azienda)
Parrot SA è una società francese avente sede a Parigi e fondata nel 1994 da Christine de Tourvel, Jean-Pierre Talvard et Henri Seydoux. Sviluppa apparecchi bluetooth per la casa e l'automobile. È quotata alla Borsa di Parigi nel segmento CAC Small 90. Parrot progetta i propri circuiti integrati per il trattamento del segnale DSP.

## Storia
Viene fondata nel 1994 da Christine de Tourvel, Jean-Pierre Talvard e Henri Seydoux. Sviluppano apparati elettronici per il riconoscimento vocale. Dal 1995 al 1998 viene commercializzata l'agenda elettronica con riconoscimento vocale.
Nel 1999 viene immesso sul mercato un kit vivavoce autoveicolare. Parrot si riassocia al Bluetooth Special Interest Group.
Nel 2002 Jean-Pierre Talvard cede le sue azioni.
Nel 2006 Parrot viene quotata all'Eurolist d'Euronext; simbolo PARRO, ISIN FR0004038263.
Nel 2009 vengono commercializzate le casse acustiche Zikmu con design Philippe Starck e Christine de Tourvel cede le sue azioni.
Nel 2010 viene commercializzato il drone Parrot AR.Drone.
Nel 2011 Parrot acquisisce Varioptic e DiBcom.
Nel 2012 Parrot acquisisce il 57% della svizzera senseFly.
Nel 2012 la cuffia Zik di Philippe Starck è commercializzata.
Nel 2013 viene lanciato Flower Power, il primo wireless sensor network per piante.
Nel 2014 viene commercializzato il drone Parrot Bebop Drone, Jumping Sumo e Rolling Spider della gamma MiniDrone.
Per Android, Parrot lancia l'autoradio Parrot Asteroid.
Nel 2015 viene commercializzato il loro drone Parrot Bebop 2.
Nel 2017 viene commercializzato il loro drone Parrot Mambo FPV.
Nel 2018 viene commercializzato il drone Parrot Anafi.

## Testimonial
Tra i testimonial dell'azienda si annovera la star internazionale Conchita Wurst (2014).